# Surud Cad
Der Berg Surud Cad ist der zweithöchste Gipfel in Somalia. Er ist 2370 m hoch und befindet sich im Somali-Hochland in Nord-Somalia, nordwestlich von Erigabo.

## Geographie
Der Surud Cad ist Teil der Buuraha Surud Cad und liegt nur etwa drei Kilometer westlich des höchsten Gipfels Shimbiris.
Der Surud Cad liegt auf dem Gebiet des international nicht anerkannten Somaliland.